# Szeregowy
Szeregowy – najniższy stopień wojskowy w Siłach Zbrojnych Rzeczypospolitej Polskiej. Wyższym stopniem jest starszy szeregowy.
Stopień szeregowego bez szczególnego nadania otrzymują poborowi powołani po raz pierwszy do czynnej służby wojskowej z dniem stawienia się do służby, ochotnicy oraz osoby przeniesione do rezerwy bez odbycia służby wojskowej (do 31 grudnia 2009) – z dniem przeniesienia do rezerwy.

## Historia
Stopień szeregowego zamiast szeregowca został wprowadzony rozkazem nr 18/MON Ministra Obrony Narodowej z 8 grudnia 1976 wprowadzającym z dniem 15 października 1977 do użytku w Siłach Zbrojnych PRL Regulamin służby wewnętrznej Sił Zbrojnych PRL, sygn. Szt.Gen. 791/76. W regulaminie tym w wykazach stopni wojskowych podano nazwę najniższego stopnia wojskowego – szeregowy. Zmiana ta została uwzględniona również w ustawie o powszechnym obowiązku obrony Polskiej Rzeczypospolitej Ludowej przy najbliższej nowelizacji 28 czerwca 1979.

## Odpowiedniki

### Historyczne
W Wojsku Polskim II RP, a także w Polskich Siłach Zbrojnych na Zachodzie odpowiednikami szeregowca były stopnie:
- strzelca w formacjach strzelców podhalańskich oraz strzelców konnych[5], a od 1932 także w formacjach piechoty i broni pancernych[6];
- ułana w formacjach ułanów[7]
- szwoleżera w formacjach szwoleżerów, stosowany od momentu ich utworzenia w 1919[7];
- kanoniera w artylerii, od 1933 – także w służbie uzbrojenia[8], do 5 lipca 1994[9];
- sapera w wojskach saperskich, stosowany od momentu utworzenia formacji saperskich w 1919[7];
- legionisty w pułkach piechoty Legionów – od 1933[10].

### Obecne
W Marynarce Wojennej równorzędnym stopniem jest stopień marynarza.
Odpowiednikiem stopnia szeregowego w Policji jest posterunkowy, w Państwowej Straży Pożarnej – strażak, w Straży Marszałkowskiej oraz Służbie Celno-Skarbowej – aplikant.